# Лаппеэнранта
Ла́ппеэнранта, Лаппенранта (фин. Lappeenranta) или Вильманстранд (швед. Villmanstrand) — город и муниципалитет в Финляндии, в бывшей губернии Южная Финляндия, административный, экономический и культурный центр провинции Южная Карелия.

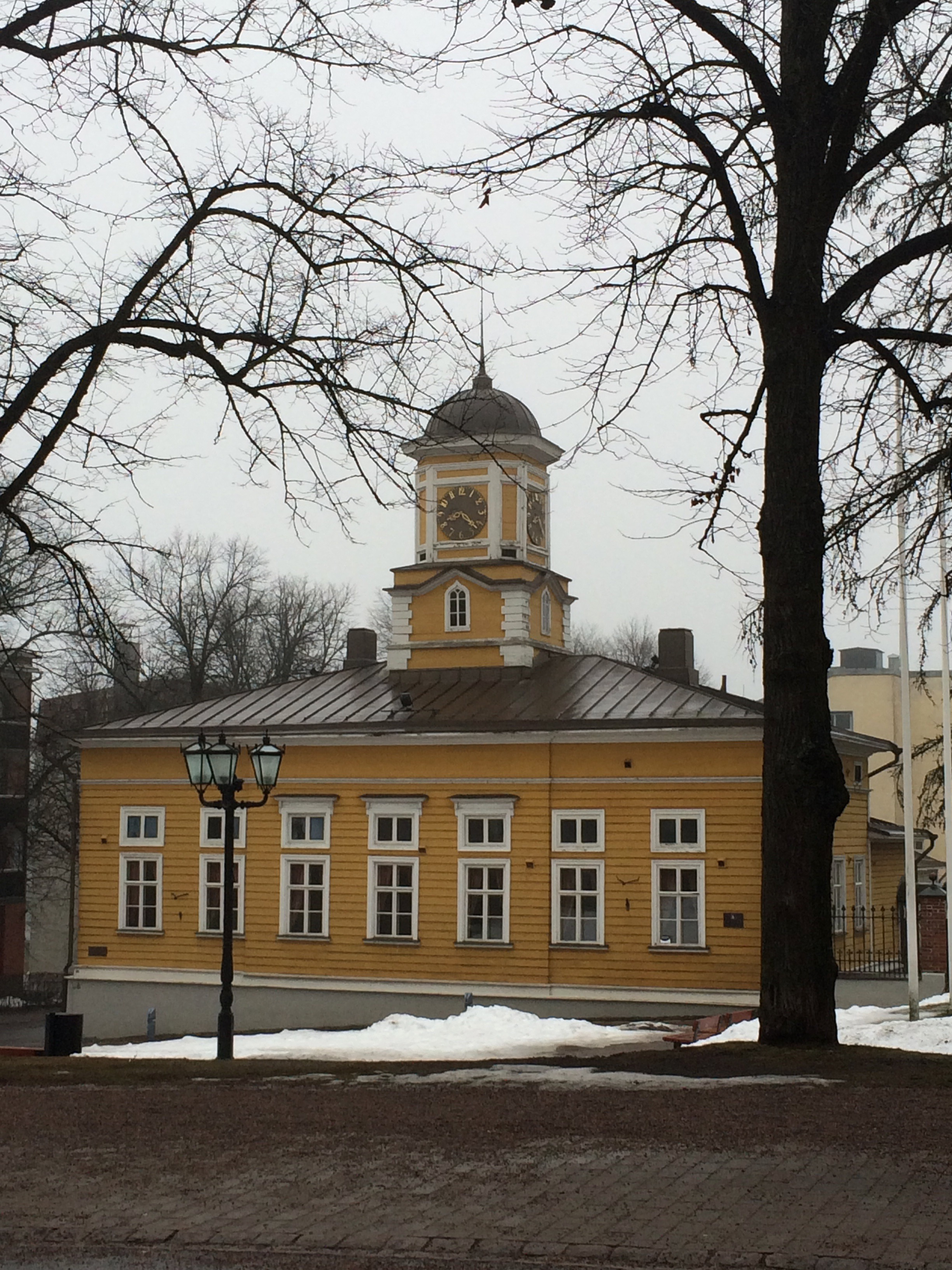
Ратуша Лаппеэнранты

Город расположен в западной части исторической области Карелия, на южном берегу озера Сайма, вблизи российско-финляндской границы. Население городского муниципалитета составляет 73 322 человек на 28 февраля 2025 года. Город является тринадцатый по населению в Финляндии.

## Название
Финское и шведское название города, как и некоторых других городов Финляндии, различны. Финское название состоит из двух слов «lappeen» (генитив от lape — окраина) и «ranta» (берег). Шведское название также состоит из двух слов «vildman» (дикарь) и «strand» (берег), что можно перевести как «дикарский берег» или «берег дикарей».
Название отражено в городском гербе, где изображён дикарь. Шведское название города в основном историческое: в силу почти полного отсутствия шведов в юго-восточной Финляндии в обиходе не употребляется.

## История

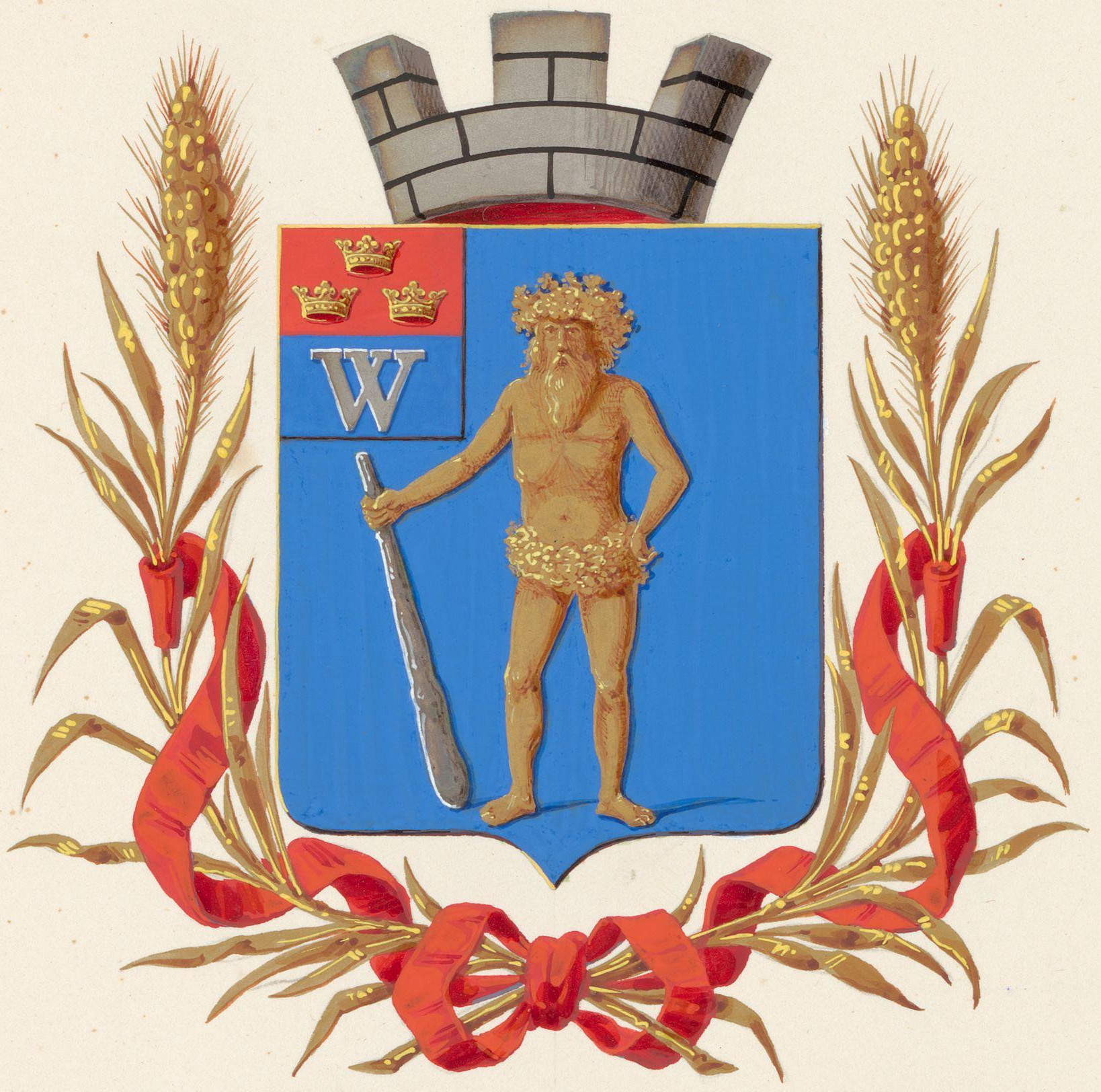
Герб Лаппеэнранты

Ещё в конце ледникового периода предки жителей Лаппеэнранты поселились на моренной гряде, образующей теперь берега озера Сайма. Их привлекало обилие дичи и рыбы. Они строили свои дома на песчаных берегах озера Сайма. Уже в начале железного века в районе Лаппеэнранты существовали постоянные поселения на месте некоторых современных деревень. Найдены древнекарельские и средневековые могильники.
До конца XIII века территория входила в состав владений Господина Великого Новгорода, затем была завоевана шведами.
В XVI веке поселение было одним из центров торговли сосновой смолой и дёгтем.
Город основан в 1649 году, когда королева Кристина, по предложению генерала Петра Брахе, пожаловала Вильманстранду городской статус и утвердила герб города.
В XVII веке Вильманстранд стал предметом военных споров между Швецией и Россией. Укреплённый город (Вильманстрандская крепость) охранял то границы Шведского королевства, то границы России. В 1741 году Вильманстранд был взят русскими войсками. 
С 1743 года в составе России, уездный город (Вильманстрандский уезд) Выборгской губернии. В 1811 году вместе с этой губернией передан в состав Великого княжества Финляндского. В XIX веке с открытием курорта и Сайменского канала в городе стал развиваться туризм. В 1885 году Лаппеэнранту посетила российская императорская семья.
Войны разрушали идиллию небольшого города ещё три раза в XX веке: во время Гражданской войны 1918 года, Советско-финляндской «зимней войны» (1939—1940) и Второй мировой войны (1941—1944).
В последующие годы Лаппеэнранта превратилась в оживлённый промышленный, торговый и университетский город, своеобразный «локомотив» развития всего региона.

## Климат

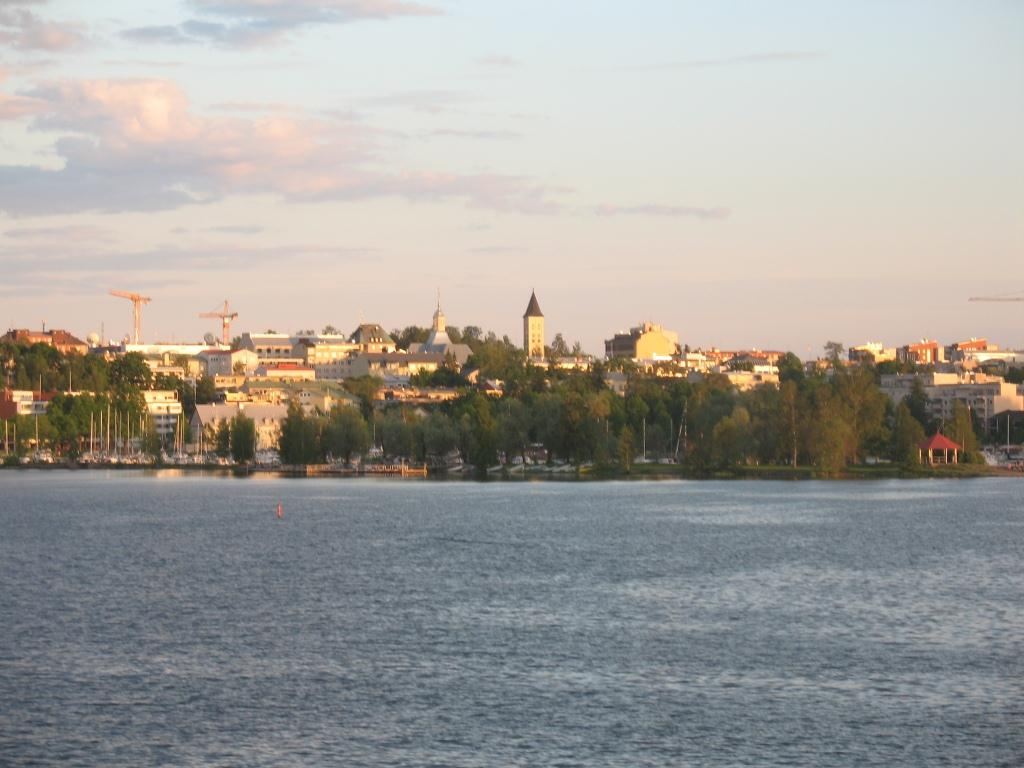
Вид центра Лаппеэнранты со стороны озера Сайма белой ночью

Лаппеэнранта имеет приблизительно такой же климат, что и Выборг, однако, поскольку город находится к северу от Финского залива, то континентальность климата немного выше. Лето прохладное и дождливое, зима умеренно холодная, снежная и длительная. Весна наступает только в апреле, а в сентябре уже начинается осень.
| Показатель                                       | Янв.  | Фев.  | Март  | Апр.  | Май  | Июнь | Июль | Авг. | Сен. | Окт.  | Нояб. | Дек.  | Год   |
| ------------------------------------------------ | ----- | ----- | ----- | ----- | ---- | ---- | ---- | ---- | ---- | ----- | ----- | ----- | ----- |
| Абсолютный максимум, °C                          | 7,0   | 7,5   | 14,8  | 24,0  | 29,2 | 32,0 | 34,6 | 33,6 | 26,6 | 17,3  | 9,5   | 9,0   | 34,6  |
| Средний суточный максимум, °C                    | −4,8  | −4,7  | 0,5   | 7,6   | 15,2 | 19,3 | 22,3 | 19,8 | 13,7 | 7,2   | 0,8   | −2,8  | 7,8   |
| Средняя температура, °C                          | −7,5  | −7,8  | −3    | 3,2   | 10,1 | 14,6 | 17,6 | 15,4 | 10,0 | 4,5   | −1,2  | −5,3  | 4,2   |
| Средний суточный минимум, °C                     | −10,4 | −11   | −6,5  | −0,9  | 4,9  | 9,9  | 13,0 | 11,5 | 6,7  | 2,0   | −3,4  | −8    | 0,7   |
| Абсолютный минимум, °C                           | −36,8 | −31,6 | −23,6 | −15,9 | −6,2 | −1,2 | 5,0  | 1,7  | −5   | −12,1 | −21   | −28,6 | −36,8 |
| Норма осадков, мм                                | 51    | 38    | 41    | 28    | 38   | 59   | 70   | 76   | 62   | 67    | 64    | 59    | 653   |
| Источник: Финляндский метеорологический институт |       |       |       |       |      |      |      |      |      |       |       |       |       |

## Административное деление

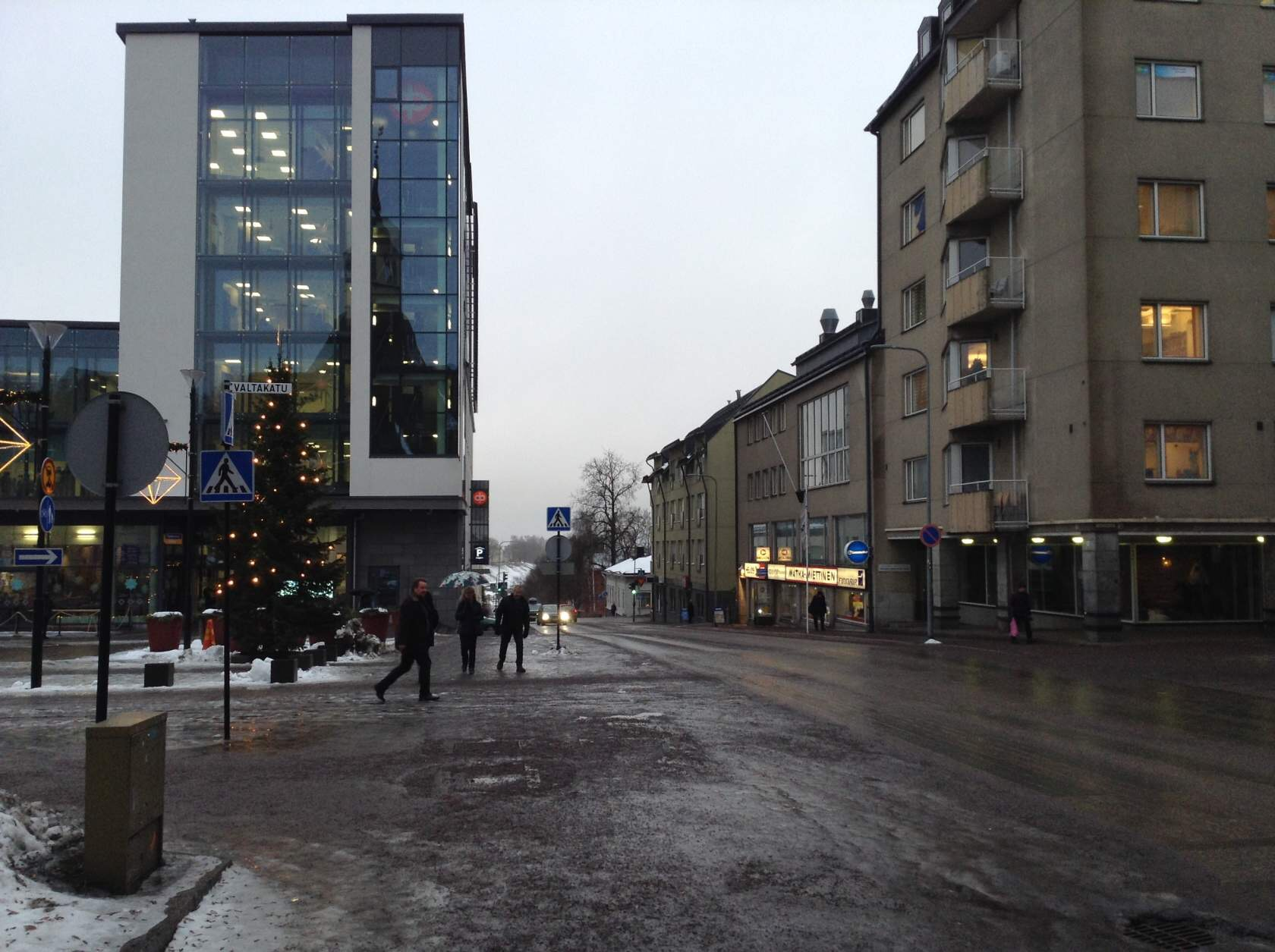
Одна из улиц Лаппеэнранты

Застроенная часть города разделена на 48 центральных (см. список) и 3 отдалённых района — Нуйямаа, Йоутсено, Юлямаа, а также несколько прочих населённых пунктов (см. список). Общая площадь города составляет 1723,5 км², из которых 290,14 км² приходится на водную поверхность.

### Районы
| Список центральных городских районов | Список центральных городских районов |
| Номер                                | Название                             |
| ------------------------------------ | ------------------------------------ |
| 01                                   | Linnoitus (Крепость)                 |
| 02                                   | Keskus (Центр)                       |
| 03                                   | Kylpylä                              |
| 04                                   | Pallo-Tyysterniemi                   |
| 05                                   | Leiri                                |
| 06                                   | Taikinamäki                          |
| 07                                   | Kimpinen                             |
| 08                                   | Lepola                               |
| 09                                   | Peltola                              |
| 10                                   | Alakylä                              |
| 11                                   | Tykki-Kiviharju                      |
| 12                                   | Kesämäki                             |
| 13                                   | Kuusela                              |
| 14                                   | Reijola                              |
| 15                                   | Harapainen                           |
| 16                                   | Mattila                              |
| 17                                   | Mäntylä                              |
| 18                                   | Ihalainen                            |
| 20                                   | Voisalmi                             |
| 21                                   | Suolahti                             |
| 22                                   | Kivisalmi                            |
| 23                                   | Kariniemi                            |
| 24                                   | Kuusimäki                            |
| 25                                   | Lentokenttä (Аэропорт)               |
| 31                                   | Parkkarila                           |
| 32                                   | Kaukas                               |
| 33                                   | Lauritsala                           |
| 34                                   | Tirilä                               |
| 35                                   | Lapvesi                              |
| 36                                   | Hakali                               |
| 37                                   | Mustola                              |
| 38                                   | Mälkiä                               |
| 39                                   | Hartikkala                           |
| 40                                   | Kanavansuu                           |
| 41                                   | Laihia                               |
| 53                                   | Pajarila                             |
| 54                                   | Karhuvuori                           |
| 55                                   | Hyrymäki                             |
| 56                                   | Myllymäki                            |
| 57                                   | Hiessilta                            |
| 61                                   | Lavola                               |
| 62                                   | Uus-Lavola                           |
| 63                                   | Kourula                              |
| 64                                   | Skinnarila                           |
| 65                                   | Sammonlahti                          |
| 67                                   | Selkäharju                           |
| 68                                   | Rutola                               |
| 69                                   | Ruoholampi                           |

### Деревни
- Вайниккала
- Кансола[фин.]
- Конту
- Лоуко (небольшая часть, оставшаяся в составе Финляндии)
- Мойсио
- Рауха
- Руокола
- Симола
- Ханхиярви
- Хииваниеми[фин.]

## Транспорт
Город имеет удобное и автомобильное, и железнодорожное сообщение с другими регионами Финляндии и Россией. Начинающийся от города Сайменский канал оказывает значительное влияние на жизнь города.

### Авиатранспорт

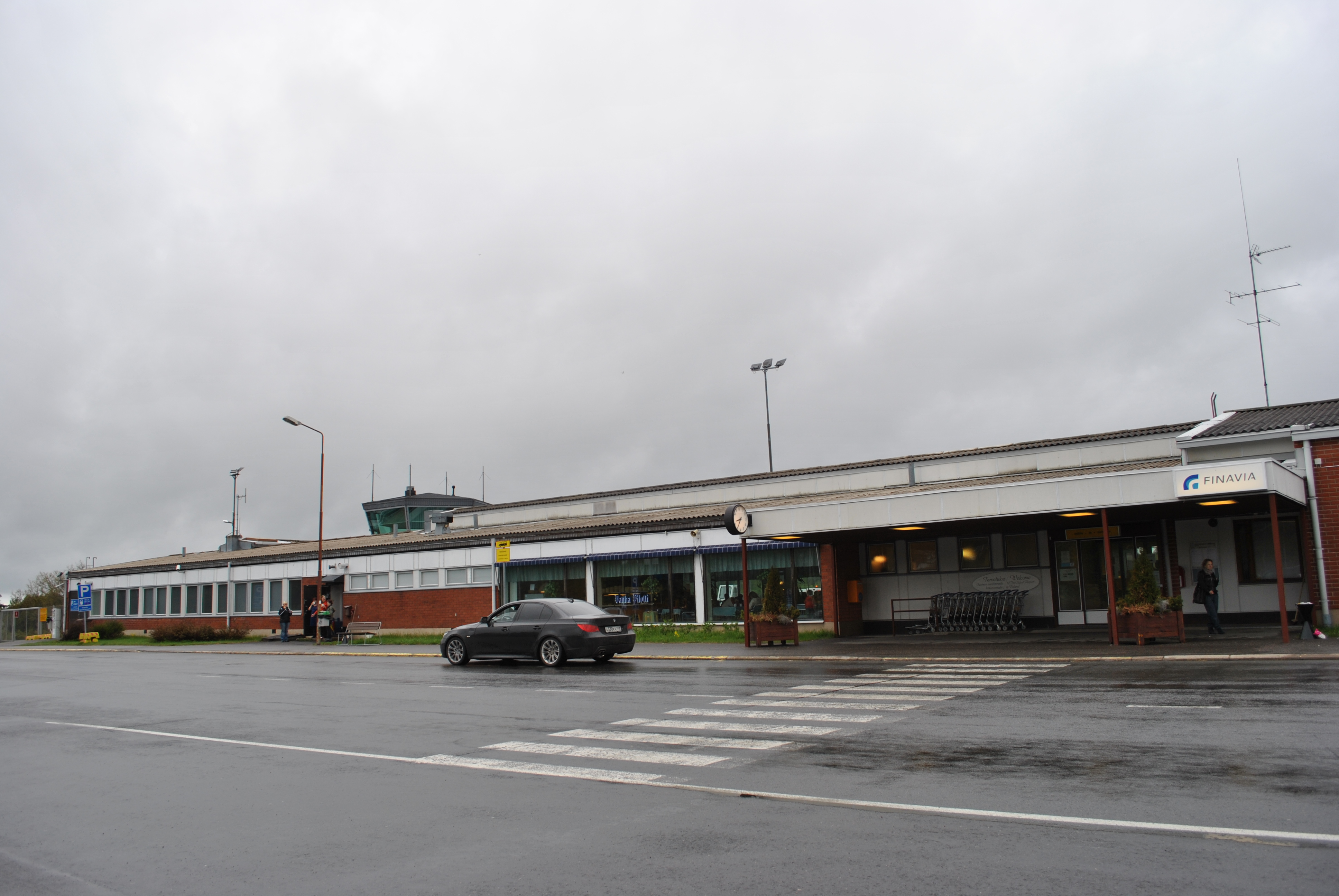
Аэропорт Лаппеэнранты

Аэропорт Лаппеэнранты — самый восточный аэропорт Европейского Союза. Код IATA — LPP. Расположен в пределах основной части города, несколько в стороне от центра.
В настоящее время (сентябрь 2023 года) из аэропорта Лаппеэнранты выполняются рейсы в Хельсинки (Вантаа) и Милан (Бергамо).

### Железнодорожный транспорт

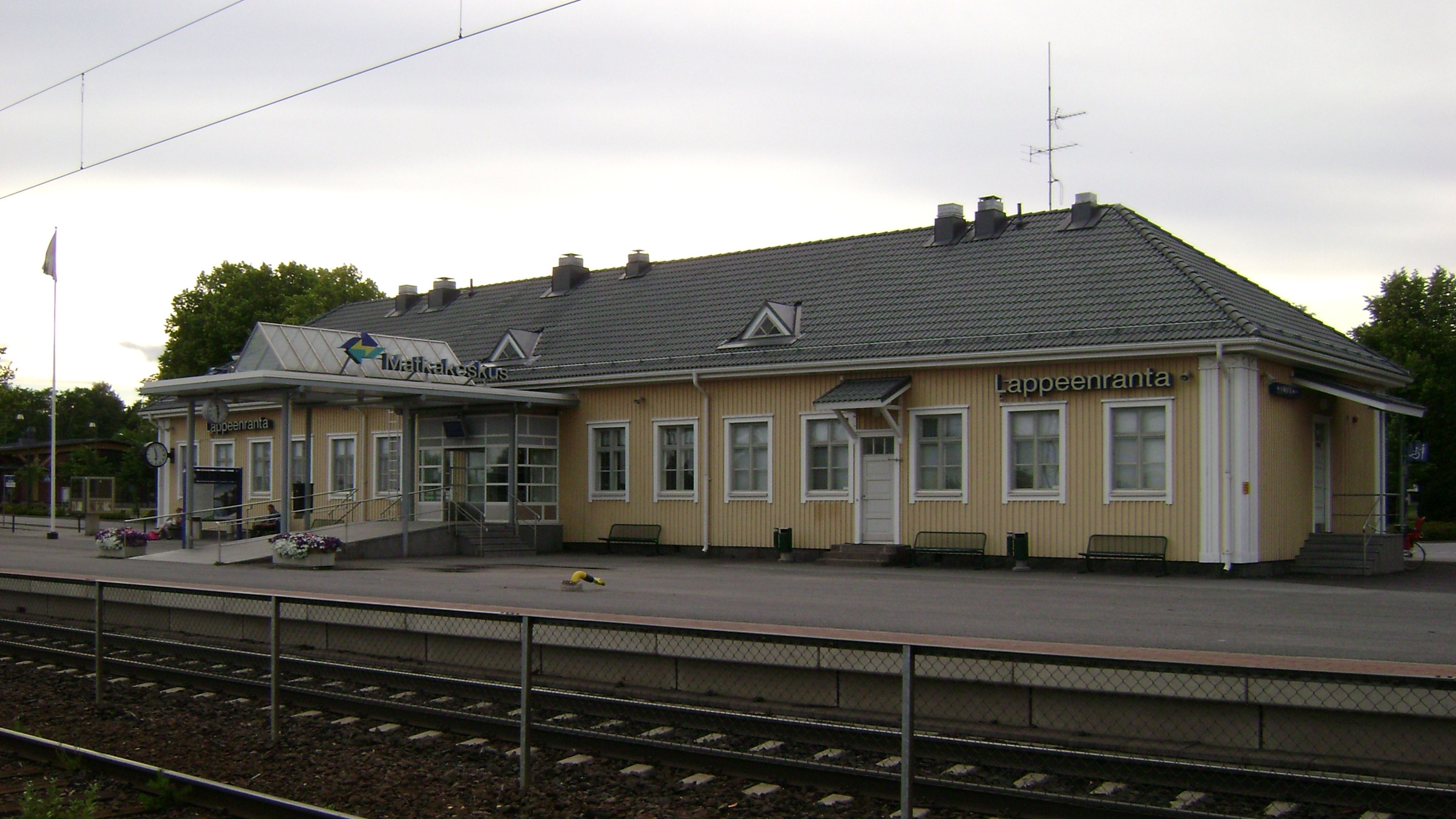
Железнодорожная станция Лаппеэнранты

На скоростных поездах можно доехать из Хельсинки до Лаппеенранты примерно за 2 часа. Железнодорожный и автобусный вокзалы находятся рядом друг с другом, направление на них на городских дорожных указателях обозначается «Matkakeskus». 19 января 2013 года старое здание Императорского вокзала, один из архитектурных памятников города, было уничтожено пожаром.
Движение поездов и междугородных автобусов в ночное время не осуществляется.

### Транспортное сообщение с Санкт-Петербургом

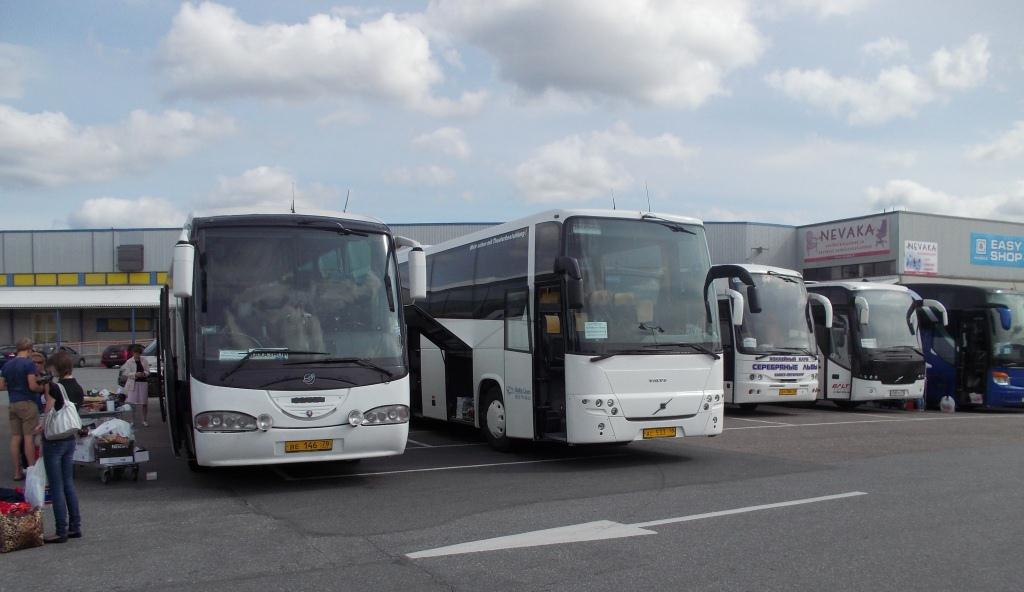
Автобусы с российскими туристами — «челноками» у гипермаркета «Призма»

В настоящее время отсутствует.

## Образование
В городе находится несколько высших учебных заведений: Сайменский университет прикладных наук,  Технологический университет, образованный в 1969 году как Высшая школа экономики и преобразованный в 2002 году в университет. Кроме этого, в городе располагается центральное подразделение Школы Восточной Финляндии с углублённым изучением русского языка (другие филиалы в Йоэнсуу и Иматре).

## Достопримечательности
- Церковь Лаппеэнранты
- Крепость Линнойтус (Linnoitus)
- Памятник сайменской нерпе
- Православная церковь Покрова Пресвятой Богородицы
- Церковь Саммонлахти
- Музей Сайменского канала
- Художественный музей Лаппеэнранты[фин.] (до 2015 — Художественный музей Южной Карелии)
- Мемориальное военное кладбище Санкарихаутаусмаа
- Дом-музей купца Ивана Волкова[фин.] (Wolkoffin talomuseo)
- Конный памятник драгуну (Rakuunapatsas)
- Музей авиации Карелии (англ. Karelia Aviation Museum)

## Культура

### Музыка
Лаппеэнранта является родиной финских метал-групп Battlelore, Mokoma, Kotiteollisuus и Horna. В городе имеется музыкальное училище.

### Спорт
Дважды в городе проходили матчи чемпионатов мира по хоккею с мячом. Это был Чемпионат мира по хоккею с мячом 1967 и Чемпионат мира по хоккею с мячом 1975.
В феврале 2004 здесь прошёл первый чемпионат мира по хоккею с мячом среди женщин, а в феврале 2014 года седьмой чемпионат мира по хоккею с мячом среди женщин.
В феврале 2009 года прошёл первый чемпионат мира по хоккею с мячом среди девушек.
В апреле 2014 года прошёл очередной чемпионат мира по хоккею с шайбой среди юниоров.
Каждый год на берегу Сайменского озера сооружается песчаная крепость, окружённая разными фигурами. Сюжеты, по которым строятся крепость и фигуры, каждый год меняются.

### Язык
Инициатива шести муниципалитетов — Тохмаярви, Иматра, Лаппеэнранта, Пуумала, Миккели и Савонлинна, ходатайствующих о 5-летнем проекте, в рамках которого в школах этих муниципалитетов было бы возможно заменить изучение шведского языка изучением русского языка, начиная с 7-го класса, не нашла полного одобрения в правительстве. В постсоветское время в городе выросла и значительная русскоязычная община, сохраняющая трансграничный характер. В последнее время россияне всё чаще выступают не в качестве экономических мигрантов, а в роли предпринимателей, собственников жилья и земли. По этой причине отношения русскоязычной общины с финским большинством осложняются, несмотря на поток российских инвестиций в местную экономику.

## Экономика

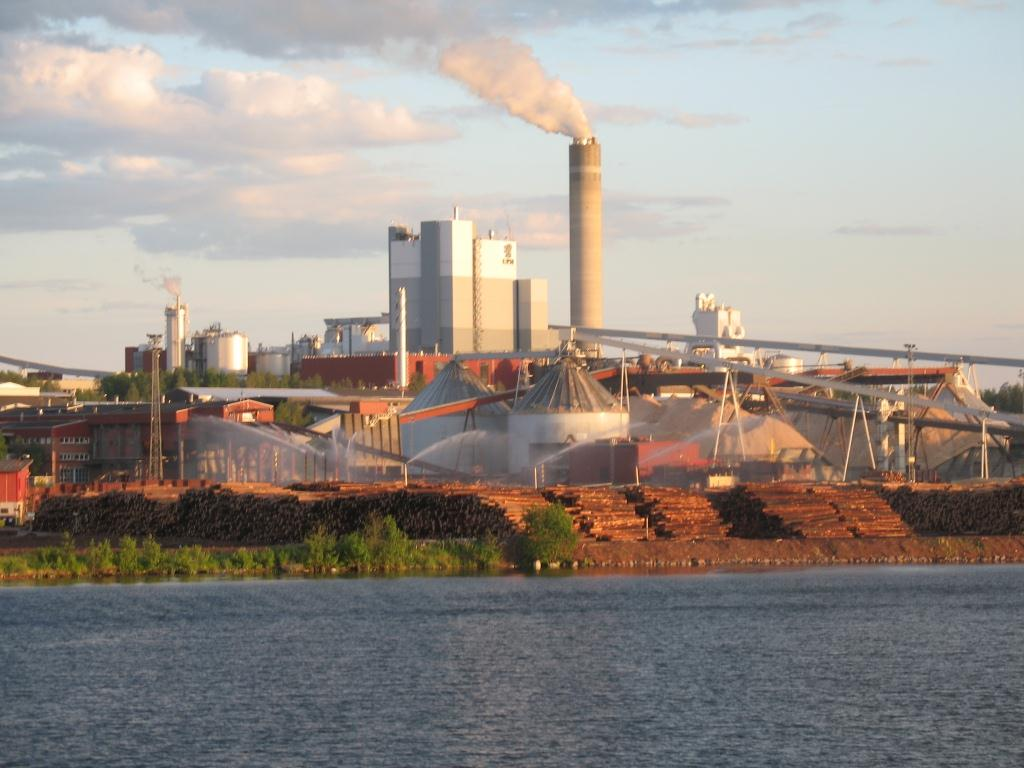
Целлюлозно-бумажный комбинат в Лаппеэнранте

Запланированное в 2013 году строительство в местечке Мустола близ города комплекса шведского мебельного гиганта IKEA, в июле 2014 года было приостановлено.
В самом городе для привлечения российских туристов открыт частный магазин класса люкс «Grande Orchidée».
С ноября 2014 года функционирует в формате Аутлет (скидки от 20 % до 80 % круглый год)
Планировавшаяся к введению в городе с 2013 года прибавки «туристического налога» в размере 50 центов за ночь к стоимости номеров городских гостиниц вызвала критику в налоговом ведомстве Финляндии и была заблокирована.

### Энергетика
В 2012 году Технологическим университетом совместно с городской администрацией разработана концепция, по которой небольшие домашние хозяйства получат возможность переводить избыточную солнечную энергию со своих панелей в централизованную городскую энергетическую сеть.

## Гарнизон
Город имел большое военное значение в XVIII веке, когда он находился на границе России и Швеции сначала с одной, затем с другой стороны. В XIX веке здесь размещался крупный русский гарнизон. По шведскому названию города именовался Вильманстрандский 86-й пехотный полк. Между двумя мировыми войнами в бывших русских казармах размещались финские воинские части. В послевоенное время гарнизон здесь сохранился, но в первые годы XXI века его территория была резко сокращена.
|  |  |  |

## Города-побратимы
- Раквере, Эстония
- Стиккисхоульмюр, Исландия
- Драммен, Норвегия
- Эребру, Швеция
- Швебиш-Халль, Германия
- Сомбатхей, Венгрия
- Кольдинг, Дания
- Клин, Россия
- Выборг, Россия
- Лейк-Уэрт-Бич[англ.], США
- Чернигов, Украина

## Фотографии

Памятник сайменской нерпе
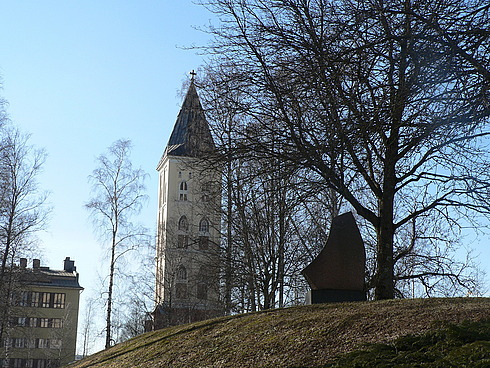
Деревянная архитектура